# Vienne (fiume)
La Vienne, in italiano anche Vienna, è un fiume francese che attraversa due dipartimenti che da essa prendono il nome (Vienne e Alta Vienne). Lunga 363 km, è il principale affluente della Loira per volume d'acqua.

## Percorso
Nasce nel dipartimento della Corrèze, ai piedi del monte Audouze sulla catena del Millevaches a 920m d'altitudine e confluisce nella Loira nei pressi di Candes-Saint-Martin.

## I principali affluenti
- La Creuse
- Il Thaurion ou Taurion
- La Briance
- Il Clain

## Immagini della Vienne

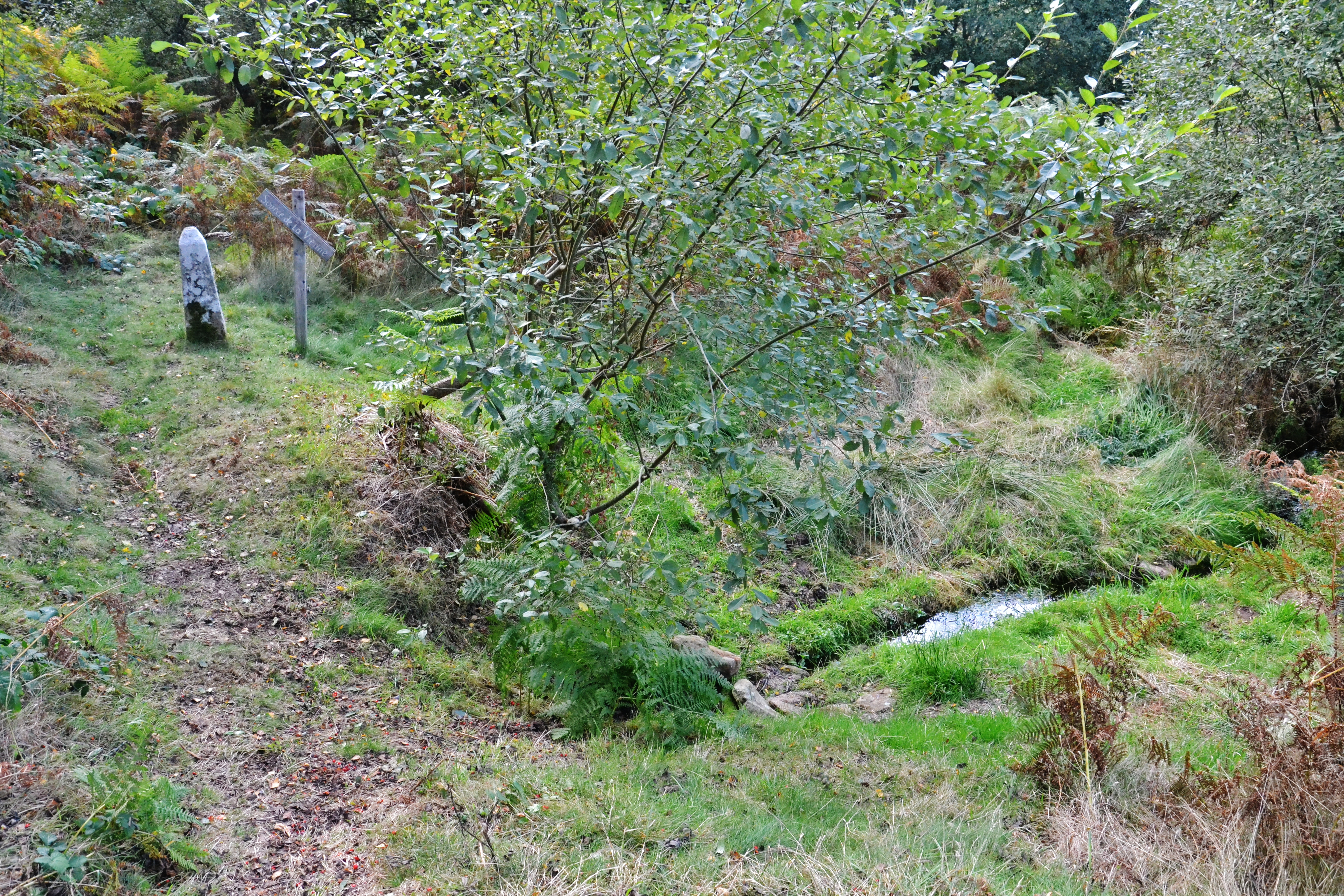
Sorgente della Vienne a Saint-Setiers
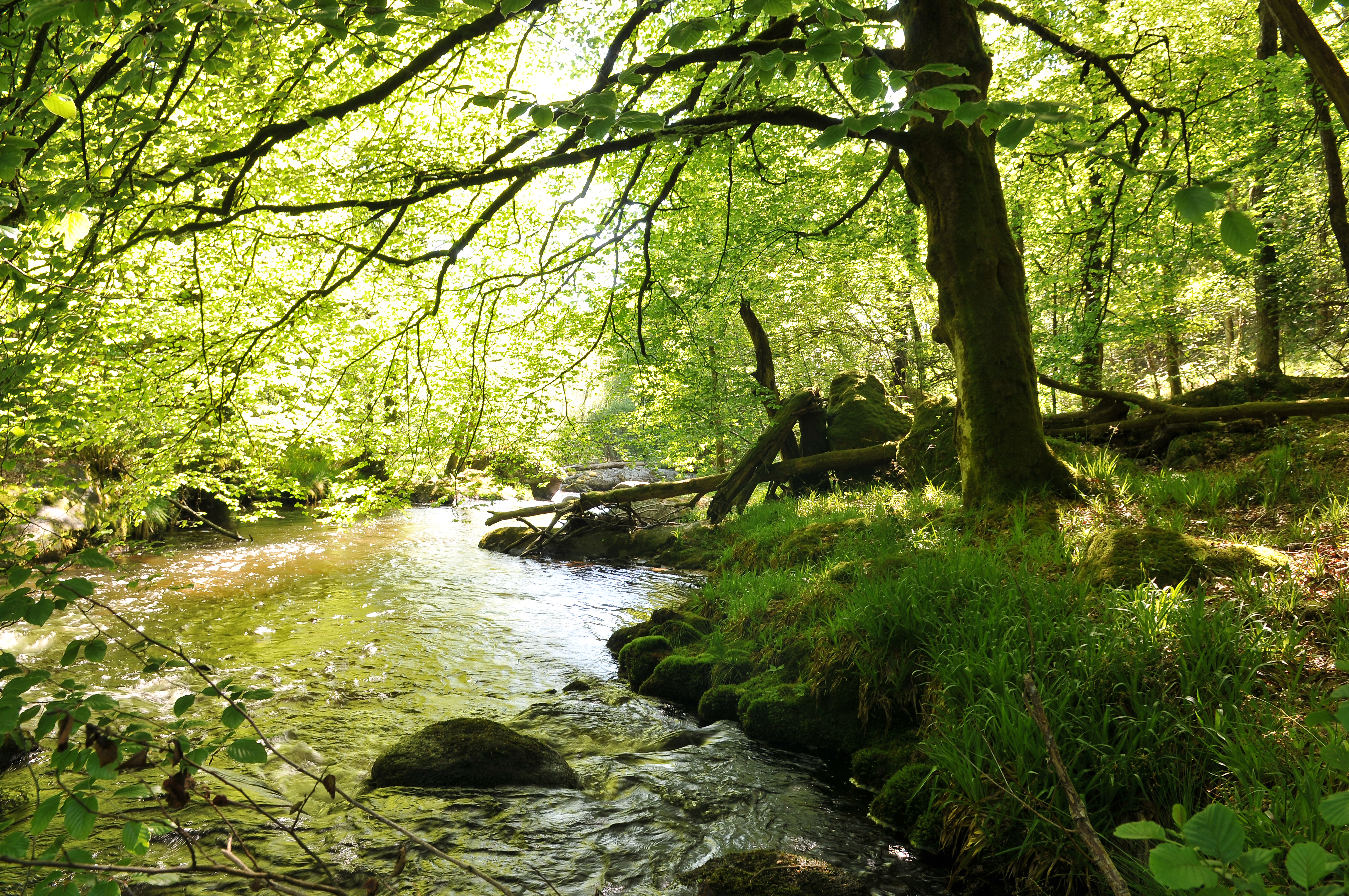
La Vienne fra Tarnac e Rempnat
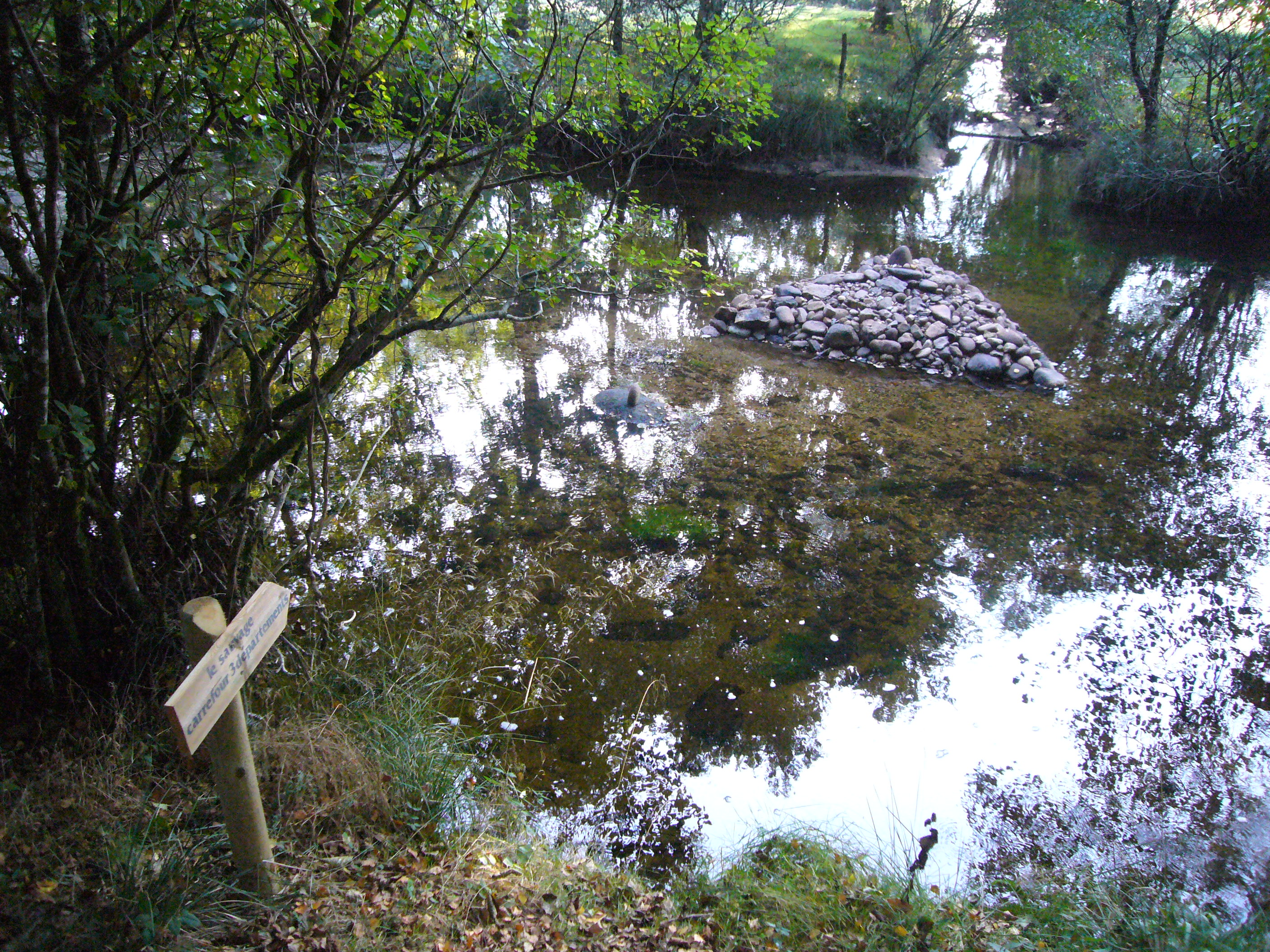
Le Sauvage, che materializza l'incrocio dei confini dei tre dipartimenti del Limosino
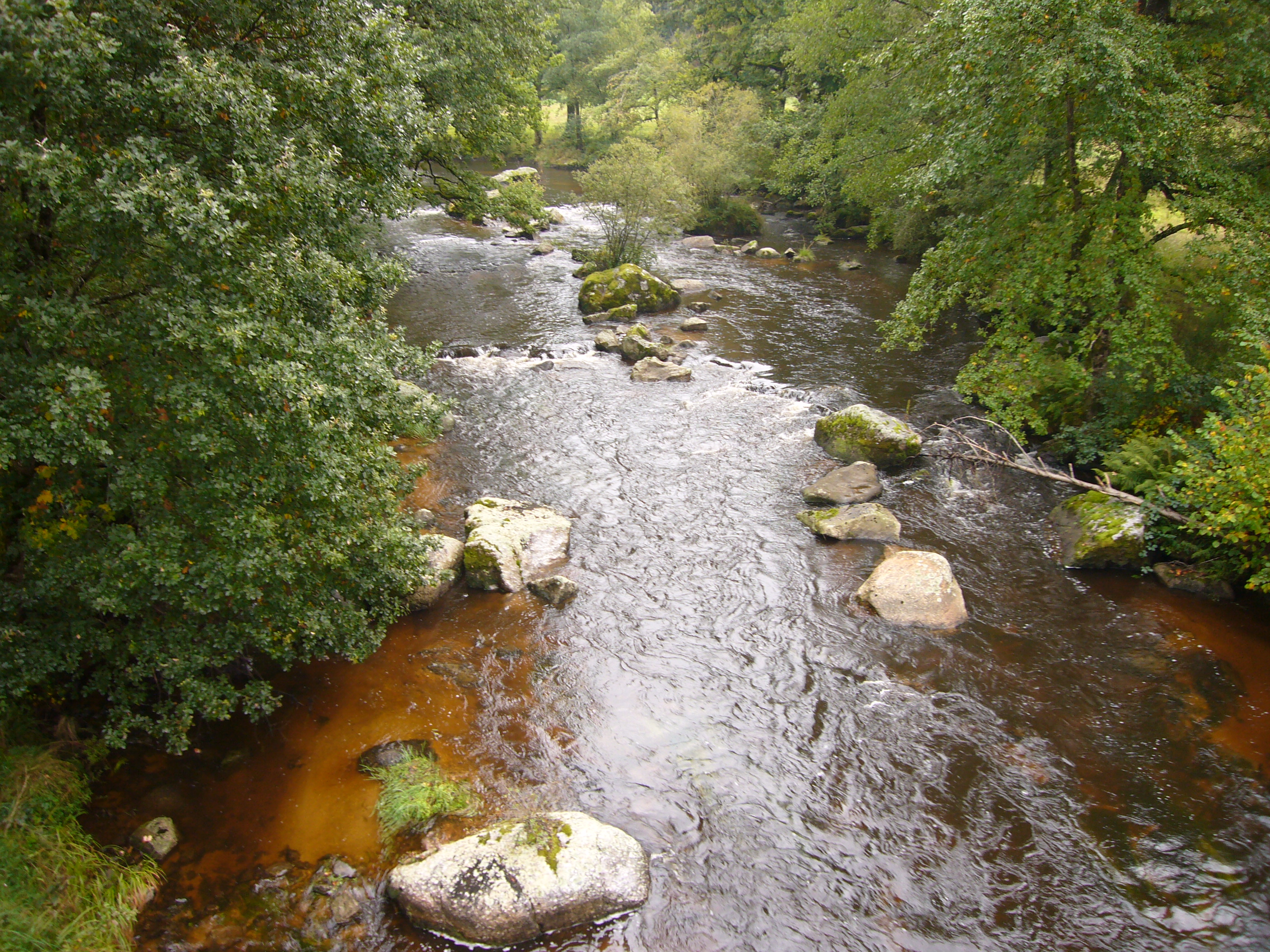
La Vienne a Rempnat
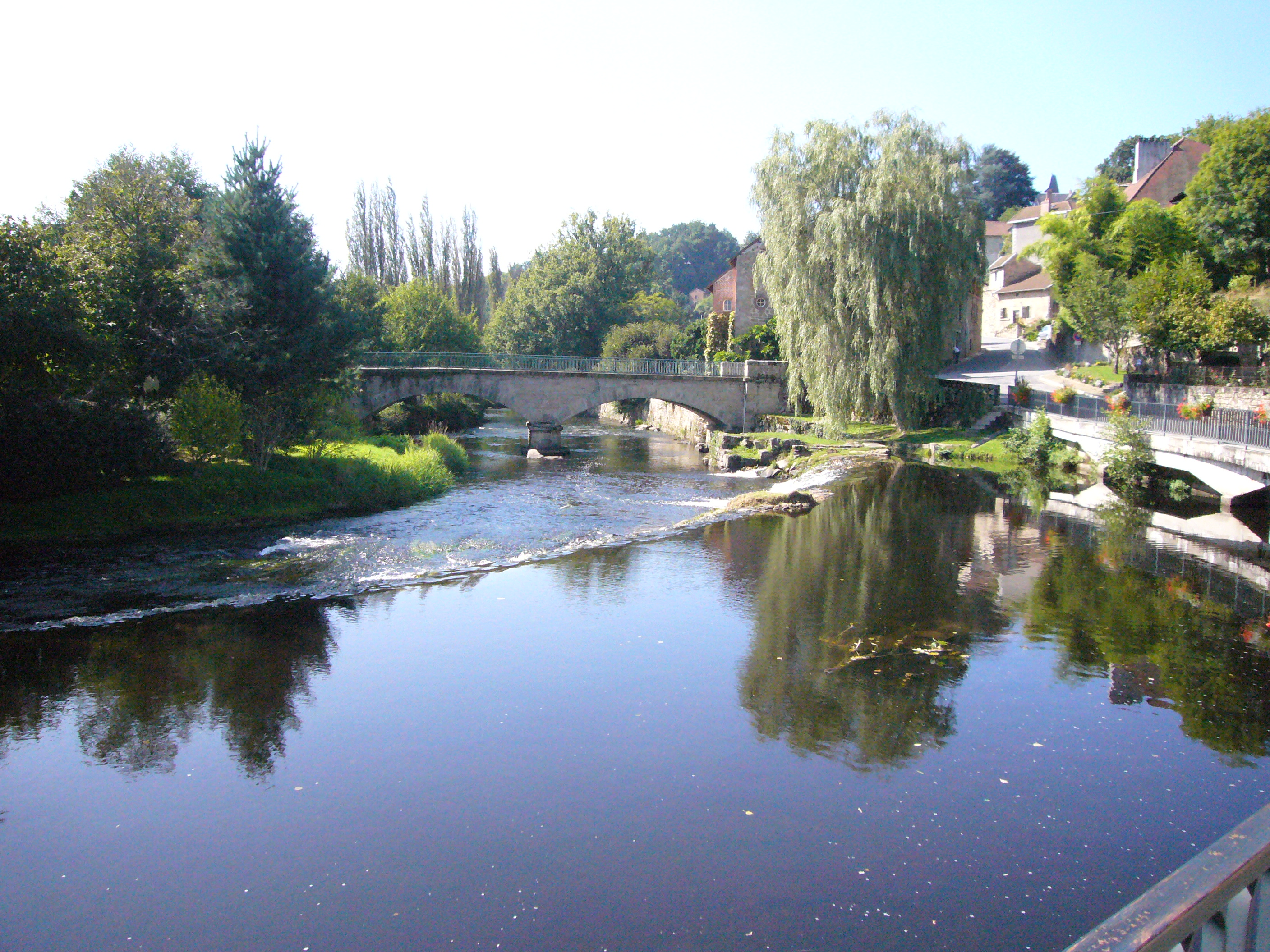
La Vienne a Eymoutiers
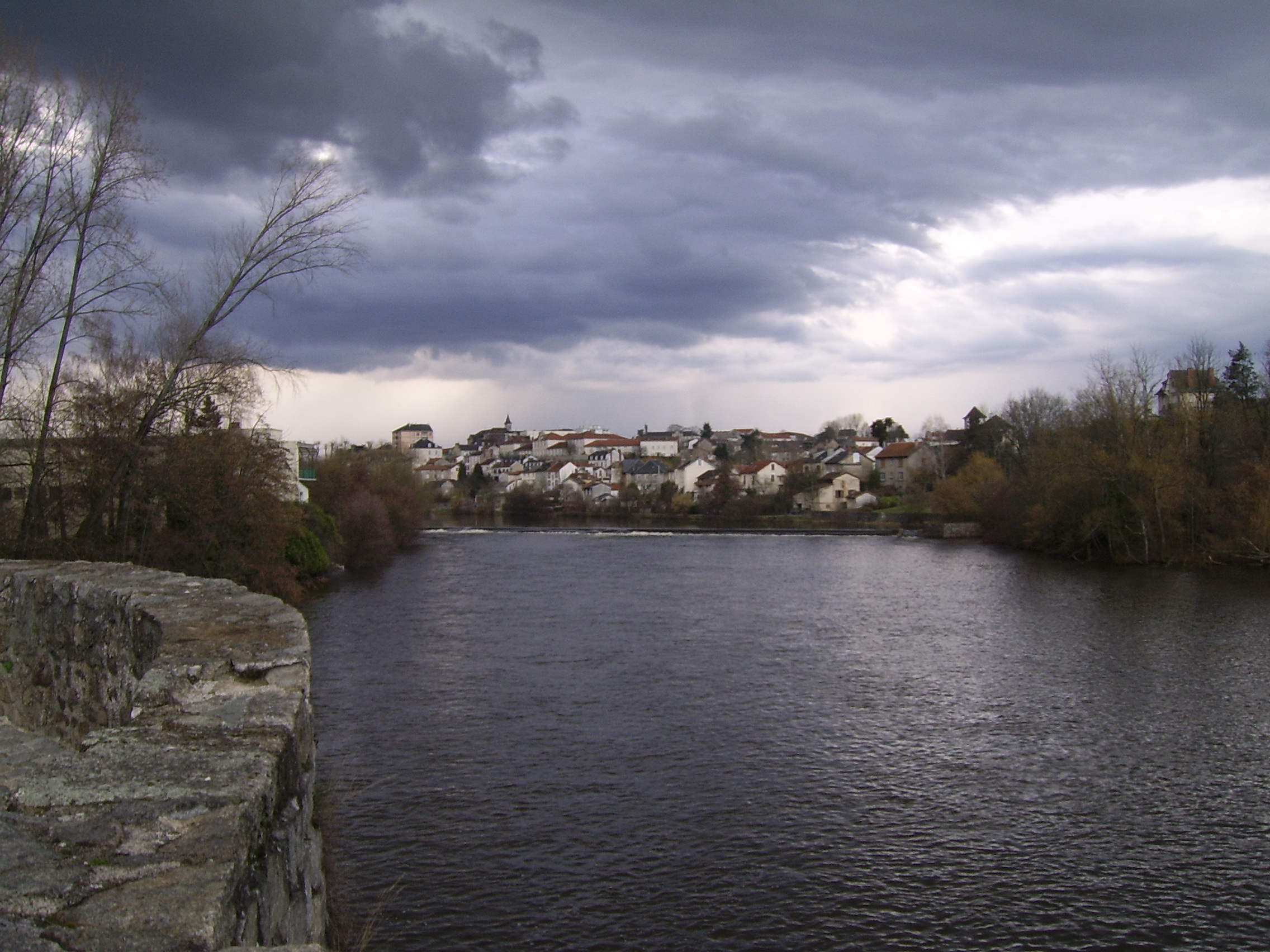
La Vienne a Limoges
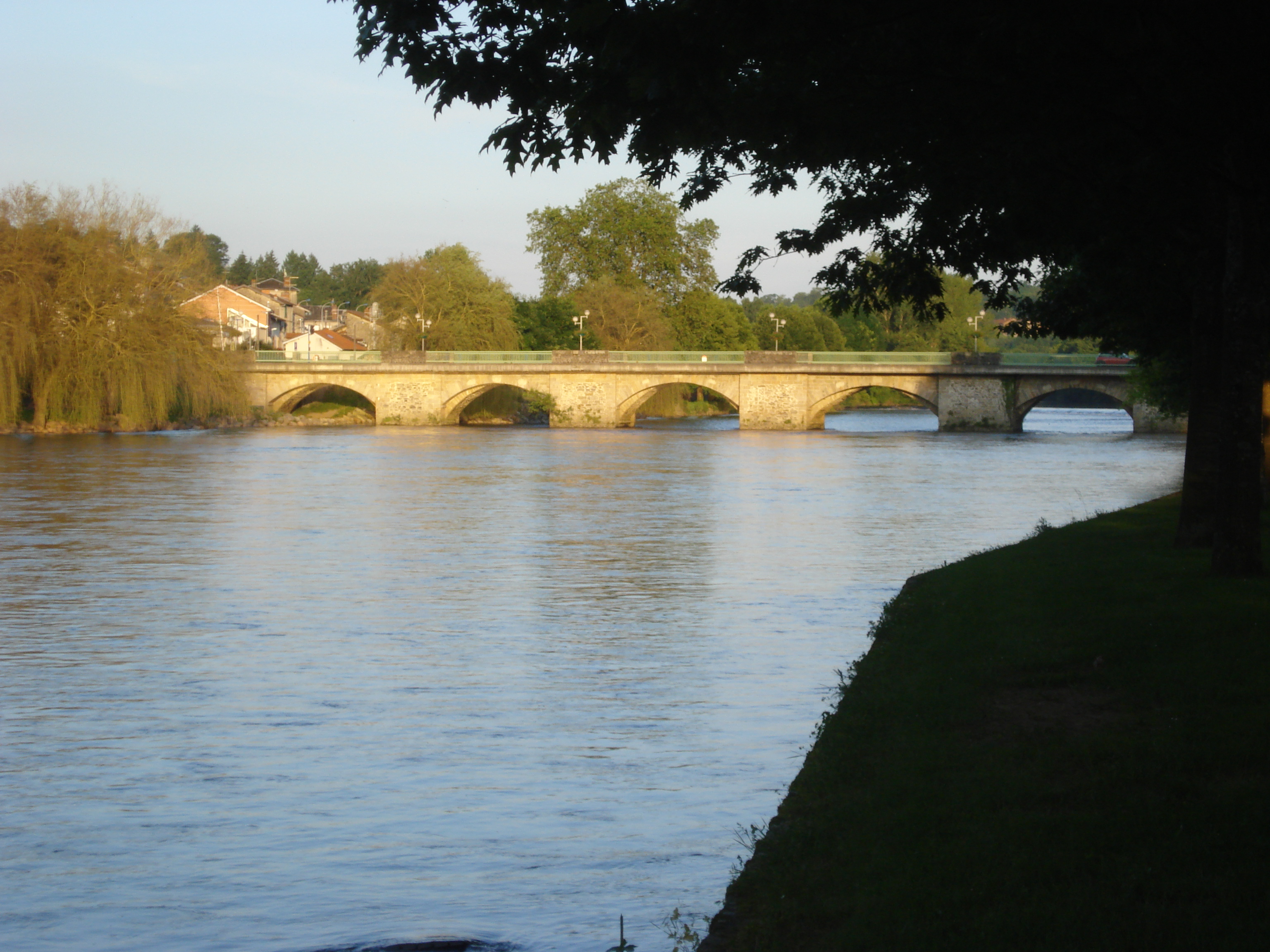
La Vienne ad Aixe-sur-Vienne
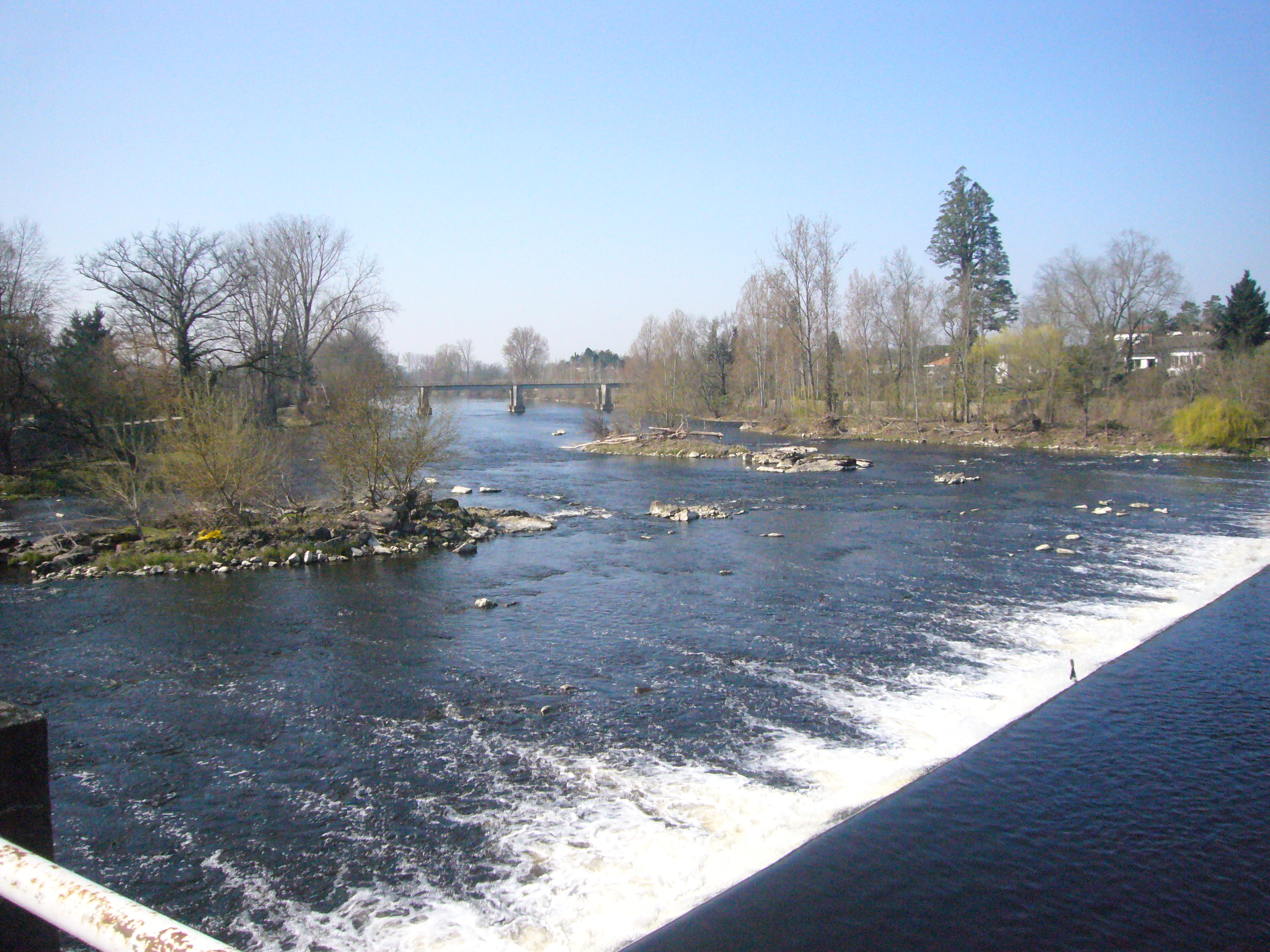
La Vienne a Chabanais